# X. Reserve-Korps (Deutsches Kaiserreich)
Das X. Reserve-Korps war ein Großverband des deutschen Heeres im Ersten Weltkrieg.

## Geschichte

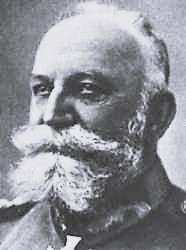
Günther Graf von Kirchbach

Das Korps war bei Beginn des Ersten Weltkriegs am 2. August 1914 zusammengestellt und mobilgemacht worden. Es war der 2. Armee (Generaloberst Bülow) unterstellt und nahm am planmäßigen Aufmarsch im Westen teil. Über den Aufmarschraum Aachen-Eupen-Montjoie marschierte der Großverband in das neutrale Belgien ein und nahm an der Eroberung von Lüttich teil. Während der Schlacht an der Sambre erzwang das Korps den Eintritt nach Nordfrankreich. Das Korps war am 21. August über Gosselies mit der 19. Reserve-Division im Anmarsch auf Charleroi. Die rechts eingesetzte 2. Garde-Reserve-Division war im Vorgehen über Roux auf Marchienne-au-Pont. Die Vorposten des französischen III. Korps wurden über die Sambre zum Rückzug auf Aiseau gezwungen. Am 22. August wurde das Korps im Zentrum der 2. Armee auf Charleroi angesetzt, die 2. Garde-Reserve-Division (General Süßkind) sollte über Roux auf Marchiennes vorgehen, die 19. Reserve-Division (General von Bahrfeldt) stieß direkt nach Charleroi hinein und wurde beim Vorgehen zur Sambre in einen erbitterten Straßenkampf mit Insurgenten verwickelt.
In der folgenden Schlacht bei St. Quentin wurde der Kommandierende General Günther von Kirchbach am 29. August 1914 verwundet und am 2. September durch General der Infanterie Johannes von Eben abgelöst. Die 19. Reserve-Division versammelte sich bei Essigny le Grand zum weiteren Vormarsch an die Oise, als sie bei Mesnil durch einen starken französischen Gegenangriff (5. Armee unter Lanrezac) in schwere Bedrängnis geriet. Gegen Mittag wurde sie durch das Eingreifen der 2. Garde-Reserve-Division, welche mit Teilen den Gegner über Hinacourt umfasste, entlastet. Der weitere Vormarsch der 2. Armee über die Oise in Richtung auf Reims war wieder frei.

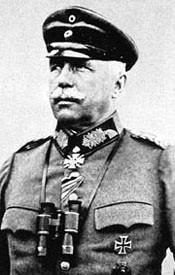
Johannes von Eben als General der Infanterie

Das X. Reserve-Korps rückte Anfang September über Dormans und Orbais bis zum Petit Morin vor, zwischen 5. und 8. September kam es zur entscheidenden Marneschlacht, zusammen mit dem VII. Armeekorps bildete das Korps den rechten Flügel der 2. Armee. Am 10. September versuchte das Korps zusammen mit Teilen der 13. Infanterie-Division vergeblich den französischen Vormarsch in der Frontlücke bei Dormans nach Norden zu stoppen und musste sich zusammen mit dem X. Armee-Korps bis 12. September hinter die Vesle zurückziehen. Reims wurde infolge des Rückzuges hinter die Aisne geräumt und unmittelbare Frontstadt. Am 17. September 1914 gelang es der 2. Garde-Reserve-Division während der ersten Schlacht an der Aisne die Erstürmung des Schlosses Brimont.
Am 11. Juni 1915 wurde General der Infanterie Robert Kosch zum Kommandierenden General des Korps ernannt. Anfang Juli wurde das Korps im Raum östlich Reims durch das XIV. Armee-Korps abgelöst, an die Ostfront geworfen und als Teil der 11. Armee nach Südpolen verlegt. Am linken Flügel des X. Armee-Korps eingeschoben, erfolgte nach der Schlacht bei Krasnostaw der Vorstoß an den Bug.
Anfang Oktober 1915 wurde das Korps nach Syrmien an die Donaulinie verlegt und erhielt die 101. (Kraewel) und 103. Infanterie-Division (Estorff) unterstellt, um am Feldzug gegen Serbien teilzunehmen. Nach der Erzwingung des Donau-Überganges bei Ram (etwa 20 Kilometer nordöstlich Požarevac), kam es zum Vorgehen über die Resava entlang der Morava nach Süden auf Jagodina. Nach dem Erreichen des Amselfeldes Ende November bei Pristina wurde der Vormarsch nach der Kontaktaufnahme mit bulgarischen Einheiten vorerst angehalten.
Zurück an die Westfront verlegt, übernahm das Generalkommando als Teil der 5. Armee Anfang März 1916 während der Schlacht um Verdun die Führung der 22. Reserve-Division und 113. Infanterie-Division am Westufer der Maas. Am 7. April 1916 erfolgte eine Umgruppierung im Hauptangriffsfeld – das angrenzende XVIII. Armee-Korps (21. und 25. Infanterie-Division) trat bis 9. April anstelle der abzulösenden 58. Infanterie-Division im Raum südlich Douaumont, das X. Reserve-Korps wurde außer der 113. Infanterie-Division auch die 19. Reserve-Division unterstellt. Im Sommer 1916 verlegte das Korpskommando zur westlichen Maasgruppe und erhielt dort die 7. Reserve-Division zugewiesen.
Am 15. März 1917 wurde das Korps unter General von Eberhardt der 7. Armee überstellt, welche infolge der Alberich-Bewegung in den Raum Vailly zurückgegangen war. Ab 10. April 1917 wurde das Korps noch vor Beginn der Schlacht an der Aisne der 1. Armee unterstellt und als Gruppe Brimont bezeichnet. Dem Generalkommando oblag die Verteidigung der Linie Sapigneul über Fort de Brimont bis ins nördliche Vorfeld von Reims. Unterstellt waren der Gruppe Brimont die 10. Reserve-Division (Generalleutnant Dallmer), die 21. Division (Generalmajor von Suter) und die 43. Reserve-Division in Front, sowie die Garde-Ersatz-Division und die 54. Infanterie-Division als Reserve. Gegenüber den starken Angriffen des französischen VII. und XXXII. Korps ging Loivre und Courcy verloren, die Ablösung der abgekämpften Divisionen wurde nötig. Mitte Mai hielt das Korps mit der neu unterstellten 34. und 39. Division an der angegriffenen Linie Bermericourt-Brimont eisern stand und wurde zusätzlich mit der 239. Infanterie-Division verstärkt.
Ende Oktober 1917 wurde das Generalkommando nach Flandern verlegt und der 4. Armee unterstellt. Zwischen 14. November 1917 und 5. April 1918 wurde das Korps als Gruppe Dixmuide bezeichnet.
Das Korps verlegte während der Georgette-Offensive nach Warneton und erhielt die 31. und 214. Infanterie-Division unterstellt. Am 25. April 1918 gelang es dem Korps Eberhardt zusammen mit dem zugeteilten Alpenkorps die Eroberung des Kemmelbergs westlich von Messines. Am 6. August 1918 wurde Generalleutnant Arthur von Gabain mit der Führung des weiterhin in Flandern liegenden Korps beauftragt. Nach der Schlacht an der Lys ging das Korps auf die Antwerpen-Maas-Stellung zurück. Nach Kriegsende erfolgte die Demobilisierung des Korps im Januar 1919.

## Gliederung am 18. August 1914
- 2. Garde-Reserve-Division
  - 26. Reserve-Infanterie-Brigade
  - 38. Reserve-Infanterie-Brigade
  - Reserve-Ulanen-Regiment Nr. 2
  - Reserve-Feldartillerie-Regiment Nr. 20
  - 4. Kompanie/Hannoversches Pionier-Bataillon Nr. 10
- 19. Reserve-Division
  - 37. Reserve-Infanterie-Brigade
  - 39. Reserve-Infanterie-Brigade
  - Reserve-Dragoner-Regiment Nr. 6
  - Reserve-Feldartillerie-Regiment Nr. 19
  - 1. und 2. Reserve-Kompanie/Hannoversches Pionier-Bataillon Nr. 10
- 25. gemischte Landwehr-Brigade
- 29. gemischte Landwehr-Brigade

- Korpstruppen
  - Reserve-Fernsprechabteilung Nr. 10
  - Munitionskolonnen
  - Trains

## Kommandierender General
| Dienstgrad             | Name                  | Datum                               |
| ---------------------- | --------------------- | ----------------------------------- |
| General der Infanterie | Günther von Kirchbach | 02. bis 30. August 1914             |
| General der Infanterie | Johannes von Eben     | 30. August 1914 bis 11. Juni 1915   |
| General der Infanterie | Robert Kosch          | 11. Juni 1915 bis 28. August 1916   |
| Generalleutnant        | Georg Fuchs           | 28. August bis 15. Oktober 1916     |
| General der Infanterie | Magnus von Eberhardt  | 15. Oktober 1916 bis 6. August 1918 |
| Generalleutnant        | Arthur von Gabain     | 06. August 1918 bis Januar 1919     |